# Barwon River (Victoria)
Barwon River är en flod i delstaten Victoria i Australien. Den har sin källa i bergskedjan Otway Ranges och mynnar ut i Bass sund vid orten Barwon Heads, omkring 65 kilometer sydväst om delstatshuvudstaden Melbourne.

## Geografi
Barwon River har sin källa i Otway Ranges och rinner genom eller nära orterna Forrest, Birregurra, Winchelsea och Inverleigh, innan den rinner genom Geelong och sjöarna Reedy Lake och Lake Connewarre för att sedan mynna ut i havet vid Barwon Heads.
Floden har två större bifloder, Leigh River som har sin källa nära Ballarat och förenar sig med Barwon River vid Inverleigh och Moorabool River som rinner söderut från Central Highlands mellan Ballarat och Ballan och förenar sig med Barwon River vid Fyansford. Två andra vattendrag, Birregurra Creek och Boundary Creek, rinner in i Barwon från den västra delen av avrinningsområdet.